# Gouvernement Ciorbea
Roumanie
Văcăroiu Vasile

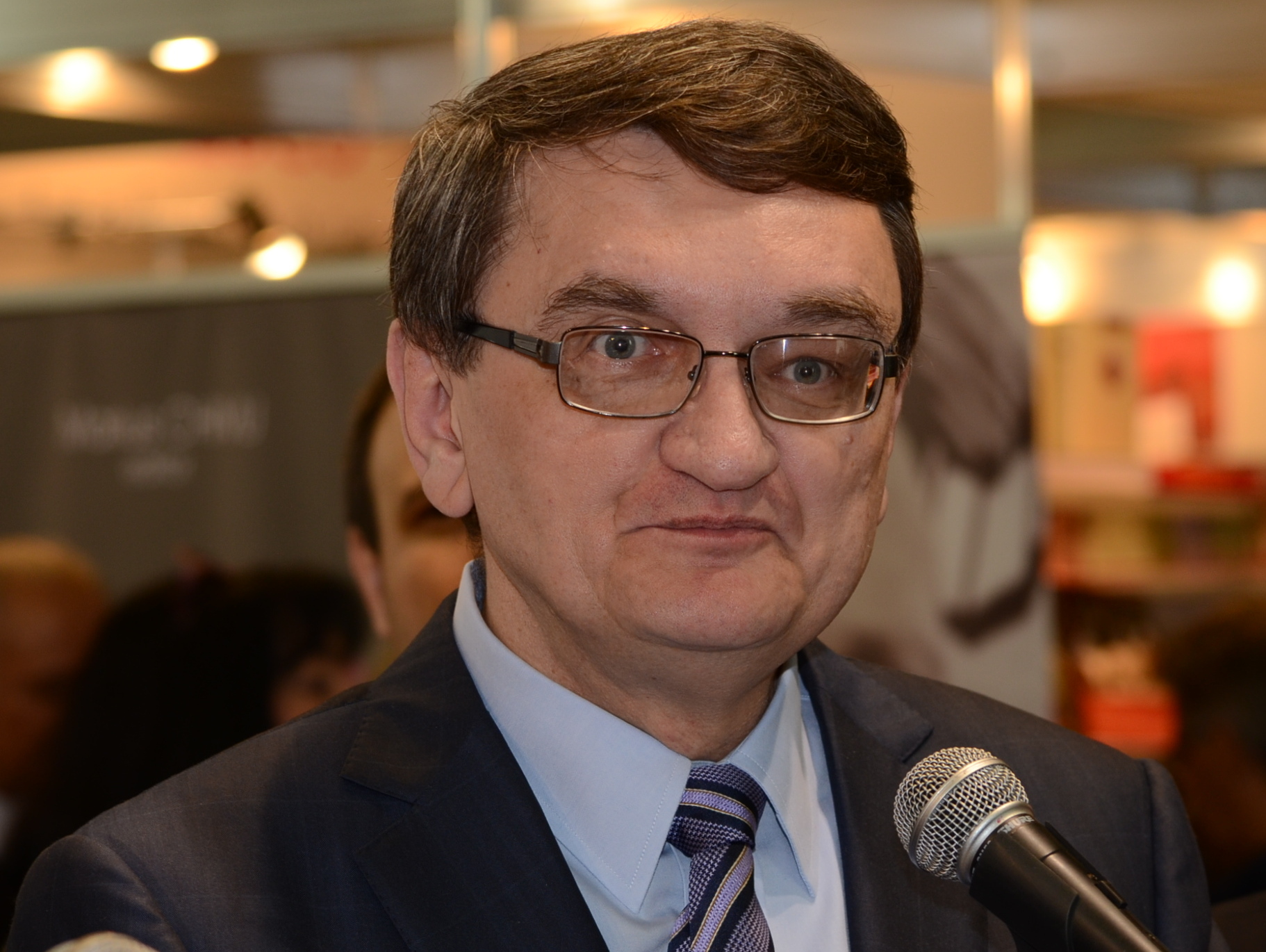
Victor Ciorbea

Le gouvernement Ciorbea (en roumain : Guvernul Ciorbea) est le gouvernement de la Roumanie entre le 12 décembre 1996 et le 30 mars 1998. Il est formé à la suite des élections législatives de 1996.

## Composition

### Initiale
| Fonction                                               | Titulaire | Titulaire                                              | Parti  |
| ------------------------------------------------------ | --------- | ------------------------------------------------------ | ------ |
| Premier ministre                                       |           | Victor Ciorbea (jusqu'au 30/03/1998) Gavril Dejeu a.i. | PNȚCD  |
| Ministre d'État Ministre de la Réforme                 |           | Ulm Spineanu (ro)                                      | PNȚCD  |
| Ministre d'État Ministre de l'Industrie et du Commerce |           | Călin Popescu-Tăriceanu                                | PNL    |
| Ministres                                              |           |                                                        |        |
| Ministre d'État Ministre des Finances                  |           | Mircea Ciumara (en)                                    | PNȚCD  |
| Ministre de l'intérieur                                |           | Gavril Dejeu                                           | PNȚCD  |
| Ministre des Affaires étrangères                       |           | Adrian Severin                                         | PD-FSN |
| Ministre de la Justice                                 |           | Valeriu Stoica (en)                                    | PNL    |
| Ministre de la Défense                                 |           | Victor Babiuc                                          | PD-FSN |
| Ministre du Travail                                    |           | Alexandru Athanasiu                                    | PSDR   |
| Ministre de la Culture                                 |           | Ion Caramitru                                          | Sans   |
| Ministre de l'Agriculture                              |           | roDinu Gavrilescu                                      | PNȚCD  |
| Ministre des Travaux publics                           |           | Nicolae Noica (ro)                                     | PNȚCD  |
| Ministre de l'Éducation                                |           | Virgil Petrescu (ro)                                   | PNȚCD  |
| Ministre de l'Environnement                            |           | Ioan Oltean (en)                                       | PD-FSN |
| Ministre des Transports                                |           | Traian Băsescu                                         | PD-FSN |
| Ministre de la Santé                                   |           | Ștefan Drăgulescu (ro)                                 | PNȚCD  |
| Ministre des Communications                            |           | Sorin Pantiș (ro)                                      | PNL    |
| Ministre du Tourisme                                   |           | Ákos Birtalan                                          | UDMR   |
| Ministre de la Recherche et des Technologies           |           | Bujor-Bogdan Teodoriu (ro)                             | Sans   |
| Ministre de la Jeunesse et des Sports                  |           | Mihai-Sorin Stănescu (ro)                              | PNL    |
| Ministre pour les Relations avec le Parlement          |           | Bogdan Niculescu-Duvăz (en)                            | PD-FSN |
| Ministres délégués                                     |           |                                                        |        |
| Chargé de l'intégration européenne                     |           | Alexandre Herlea                                       | PNȚCD  |
| Chargé des administrations locales                     |           | Remus Opriș (en)                                       | PNȚCD  |
| Chargé de l'Information publique                       |           | Radu Boroianu (ro)                                     | PNL    |
| Chargé des Minorités nationales                        |           | György Tokay                                           | UDMR   |

### Remaniement du 5 décembre 1997
| Fonction                                               | Titulaire | Titulaire              | Parti  |
| ------------------------------------------------------ | --------- | ---------------------- | ------ |
| Premier ministre                                       |           | Victor Ciorbea         | PNȚCD  |
| Ministre d'État Ministre de la Réforme                 |           | Ilie Șerbănescu        | Sans   |
| Ministre d'État Ministre de l'Industrie et du Commerce |           | Mircea Ciumara         | PNȚCD  |
| Ministres                                              |           |                        |        |
| Ministre de l'intérieur                                |           | Gavril Dejeu           | PNȚCD  |
| Ministre des Finances                                  |           | Daniel Dăianu          | Sans   |
| Ministre des Affaires étrangères                       |           | Adrian Severin         | PD-FSN |
| Ministre de la Défense                                 |           | Victor Babiuc          | PD-FSN |
| Ministre de la Justice                                 |           | Valeriu Stoica         | PNL    |
| Ministre du Travail                                    |           | Alexandru Athanasiu    | PSDR   |
| Ministre de la Culture                                 |           | Ion Caramitru          | Sans   |
| Ministre de l'Agriculture                              |           | Dinu Gavrilescu        | PNȚCD  |
| Ministre des Travaux publics                           |           | Nicolae Noica          | PNȚCD  |
| Ministre de l'Éducation                                |           | Andrei Marga           | Sans   |
| Ministre de l'Environnement                            |           | Sorin Frunzăverde      | PD-FSN |
| Ministre des Transports                                |           | Traian Băsescu         | PD-FSN |
| Ministre de la Santé                                   |           | Ion Victor Bruckner    | Sans   |
| Ministre des Communications                            |           | Sorin Pantiș           | PNL    |
| Ministre du Tourisme                                   |           | Ákos Birtalan          | UDMR   |
| Ministre de la Recherche et des Technologies           |           | Bujor Bogdan Teodoriu  | Sans   |
| Ministre de la Jeunesse et des Sports                  |           | Crin Antonescu         | PNL    |
| Ministre pour les Relations avec le Parlement          |           | Bogdan Niculescu-Duvăz | PD-FSN |
| Ministres délégués                                     |           |                        |        |
| Chargé de l'intégration européenne                     |           | Alexandre Herlea       | PNȚCD  |
| Chargé des administrations locales                     |           | Remus Opriș            | PNȚCD  |
| Chargé de l'Information publique                       |           | Sorin Botez            | PNL    |
| Chargé des Privations                                  |           | Valentin Ionescu       | PNL    |
| Chargé des Minorités nationales                        |           | György Tokay           | UDMR   |

### Remaniement du 29 décembre 1997
| Fonction                                               | Titulaire | Titulaire              | Parti  |
| ------------------------------------------------------ | --------- | ---------------------- | ------ |
| Premier ministre                                       |           | Victor Ciorbea         | PNȚCD  |
| Ministre d'État Ministre de la Réforme                 |           | Ilie Șerbănescu        | Sans   |
| Ministre d'État Ministre de l'intérieur                |           | Gavril Dejeu           | PNȚCD  |
| Ministre d'État Ministre de l'Industrie et du Commerce |           | Mircea Ciumara         | PNȚCD  |
| Ministre d'État Ministre de la Justice                 |           | Valeriu Stoica         | PNL    |
| Ministre d'État Ministre de la Défense                 |           | Victor Babiuc          | PD-FSN |
| Ministre d'État Ministre du Travail                    |           | Alexandru Athanasiu    | PSDR   |
| Ministres                                              |           |                        |        |
| Ministre des Finances                                  |           | Daniel Dăianu          | Sans   |
| Ministre des Affaires étrangères                       |           | Andrei Pleșu           | Sans   |
| Ministre de la Culture                                 |           | Ion Caramitru          | Sans   |
| Ministre de l'Agriculture                              |           | Dinu Gavrilescu        | PNȚCD  |
| Ministre des Travaux publics                           |           | Nicolae Noica          | PNȚCD  |
| Ministre de l'Éducation                                |           | Andrei Marga           | Sans   |
| Ministre de l'Environnement                            |           | Sorin Frunzăverde      | PD-FSN |
| Ministre des Transports                                |           | Traian Băsescu         | PD-FSN |
| Ministre de la Santé                                   |           | Ion Victor Bruckner    | Sans   |
| Ministre des Communications                            |           | Sorin Pantiș           | PNL    |
| Ministre du Tourisme                                   |           | Ákos Birtalan          | UDMR   |
| Ministre de la Recherche et des Technologies           |           | Bujor Bogdan Teodoriu  | Sans   |
| Ministre de la Jeunesse et des Sports                  |           | Crin Antonescu         | PNL    |
| Ministre pour les Relations avec le Parlement          |           | Bogdan Niculescu-Duvăz | PD-FSN |
| Ministres délégués                                     |           |                        |        |
| Chargé de l'intégration européenne                     |           | Alexandre Herlea       | PNȚCD  |
| Chargé des administrations locales                     |           | Remus Opriș            | PNȚCD  |
| Chargé de l'Information publique                       |           | Sorin Botez            | PNL    |
| Chargé des Privations                                  |           | Valentin Ionescu       | PNL    |
| Chargé des Minorités nationales                        |           | György Tokay           | UDMR   |

### Remaniement du 11 février 1998
| Fonction                                               | Titulaire | Titulaire               | Parti |
| ------------------------------------------------------ | --------- | ----------------------- | ----- |
| Premier ministre                                       |           | Victor Ciorbea          | PNȚCD |
| Ministre d'État Ministre de la Réforme                 |           | Ilie Șerbănescu         | Sans  |
| Ministre d'État Ministre de l'intérieur                |           | Gavril Dejeu            | PNȚCD |
| Ministre d'État Ministre de l'Industrie et du Commerce |           | Mircea Ciumara          | PNȚCD |
| Ministre d'État Ministre de la Justice                 |           | Valeriu Stoica          | PNL   |
| Ministre d'État Ministre du Travail                    |           | Alexandru Athanasiu     | PSDR  |
| Ministres                                              |           |                         |       |
| Ministre de la Défense                                 |           | Constantin Dudu-Ionescu | PNȚCD |
| Ministre des Finances                                  |           | Daniel Dăianu           | Sans  |
| Ministre des Affaires étrangères                       |           | Andrei Pleșu            | Sans  |
| Ministre de la Culture                                 |           | Ion Caramitru           | Sans  |
| Ministre de l'Agriculture                              |           | Dinu Gavrilescu         | PNȚCD |
| Ministre des Travaux publics                           |           | Nicolae Noica           | PNȚCD |
| Ministre de l'Éducation                                |           | Andrei Marga            | Sans  |
| Ministre de l'Environnement                            |           | Romică Tomescu          | PNȚCD |
| Ministre des Transports                                |           | Anton Ionescu           | PNL   |
| Ministre de la Santé                                   |           | Ion Victor Bruckner     | Sans  |
| Ministre des Communications                            |           | Sorin Pantiș            | PNL   |
| Ministre du Tourisme                                   |           | Ákos Birtalan           | UDMR  |
| Ministre de la Recherche et des Technologies           |           | Horia Ene               | Sans  |
| Ministre de la Jeunesse et des Sports                  |           | Crin Antonescu          | PNL   |
| Ministre pour les Relations avec le Parlement          |           | Ioan Avram Mureșan      | PNȚCD |
| Ministres délégués                                     |           |                         |       |
| Chargé de l'intégration européenne                     |           | Alexandre Herlea        | PNȚCD |
| Chargé des administrations locales                     |           | Remus Opriș             | PNȚCD |
| Chargé de l'Information publique                       |           | Sorin Botez             | PNL   |
| Chargé des Privations                                  |           | Valentin Ionescu        | PNL   |
| Chargé des Minorités nationales                        |           | György Tokay            | UDMR  |